# Dragon Tales
Dragon Tales er Koxbox's andet album, udgivet i november 1997 af det engelske pladeselskab Blue Room Released.

## Trackliste
| #  | Titel                              | Længde |
| -- | ---------------------------------- | ------ |
| 1. | "D.M.Turner"                       | 7:33   |
| 2. | "Electronic Brainwash"             | 9:03   |
| 3. | "Doktor Mesmer"                    | 10:43  |
| 4. | "Life Is...."                      | 9:21   |
| 5. | "Colordrops"                       | 8:18   |
| 6. | "Tokyo Nights"                     | 9:04   |
| 7. | "Stratosfierce 2001"               | 7:41   |
| 8. | "Searching For Psychoactive Herbs" | 10:56  |